# Pulkau
Pulkau is een gemeente in de Oostenrijkse deelstaat Neder-Oostenrijk, gelegen in het district Hollabrunn (HL). De gemeente heeft ongeveer 1600 inwoners.

## Geografie
Pulkau heeft een oppervlakte van 36,66 km². Het ligt in het noordoosten van het land, ten noorden van de hoofdstad Wenen en ten zuiden van de grens met Tsjechië.
Alberndorf im Pulkautal · Göllersdorf · Grabern · Guntersdorf · Hadres · Hardegg · Haugsdorf · Heldenberg · Hohenwarth-Mühlbach am Manhartsberg · Hollabrunn · Mailberg · Maissau · Nappersdorf-Kammersdorf · Pernersdorf · Pulkau · Ravelsbach · Retz · Retzbach · Schrattenthal · Seefeld-Kadolz · Sitzendorf an der Schmida · Wullersdorf · Zellerndorf · Ziersdorf
- Gemeinsame Normdatei: 4354755-2
- Virtual International Authority File: 234133967